# 3-as busz (Szekszárd)
A szekszárdi 3-as buszjárat a Autóbusz-állomás és Tolnatej Zrt. kapcsolatát látta el. Ez a járat az Autóbusz-állomásról az iparterületre szállította az utasokat.

## Története
2010-től 2022 augusztus 28-ig munkanapokon egyszer hajnalban, a 7-es járatra rásegítés céljából közlekedett körjáratban. 2022 augusztus 28. és 2023 augusztus 11. között a korábbi 3A útvonalát kapta meg. A vonal végül 2023-ban megszűnt, szerepét a 11-es vonal vette át.

## Útvonala
| 2022-ig: Autóbusz-állomás - TOLNATEJ Zrt. - Béke-telep - Autóbusz-állomás                        | 2022-2023 között: Autóbusz-állomás - TOLNATEJ Zrt. - Autóbusz-állomás |
| ------------------------------------------------------------------------------------------------ | --------------------------------------------------------------------- |
| - Autóbusz-állomás - Epreskert utca - Aranytó utca - Béke-telep - Páskum utca - Autóbusz-állomás | - Autóbusz-állomás - Epreskert utca - Aranytó utca - Tolnatej Zrt.    |

## Megállóhelyei
| sz. | megállóhely neve | menetidő (perc) | átszállási kapcsolatok               | intézmények                       |
| --- | ---------------- | --------------- | ------------------------------------ | --------------------------------- |
| 0   | Autóbusz-állomás | 0               |                                      | •Autóbusz-állomás\|•Vasút-állomás |
| 1   | Epreskert        | 3               | 3A, 7, 7B                            |                                   |
| 2   | Aranytó u.       | 4               | 3A, 7, 7B                            |                                   |
| 3   | Tolnatej Zrt     | 5               | 3A, 7, 7B                            |                                   |
| 4   | Béke-telep       | 8               | 7, 7B                                |                                   |
| 5   | Páskum u.        | 9               | 7, 7B                                |                                   |
| 6   | Autóbusz-állomás | 12              | 1, 2, 2Y, 3A, 4, 5, 5Y, 6, 7, 7A, 7B |                                   |